# دیمیتروف، ارمنستان
دیمیتروف (به ارمنی: Դիմիտրով) یک شهر در ارمنستان است که در استان آرارات واقع شده‌است.  دیمیتروفدر  کیلومتری شمال آرتاشات، مرکز استان آرارات واقع شده است.

## خصوصیات
دیمیتروف ۱٬۳۱۷ نفر جمعیت دارد و در ارتفاع  متر بالاتر از سطح دریا قرار گرفته است.